# بيتو أكوستا
بيتو أكوستا (بالإسبانية: Alberto Martín Acosta)‏ (13 يناير 1977 في الأوروغواي - ) هو لاعب كرة قدم أوروغواني في مركز الهجوم. لعب مع بنيارول وديفينسور سبورتينغ ونادي برازيليا ونادي كورينثيانز وClub Atlético Platense (Uruguay) ‏ والنادي الرياضي المركزي وUnião Agrícola Barbarense Futebol Clube ‏ وResende FC ‏ وسبورتيفو سيريتو ونادي ناوتيكو.

## وصلات خارجية
- بيتو أكوستا على موقع قاعدة بيانات كرة القدم.إي يو (الإنجليزية)
- بيتو أكوستا على موقع عالم كرة القدم.نت (الإنجليزية)